# Paratarsotomus macropalpis
Paratarsotomus macropalpis là một loài ve thuộc về họ Anystidae. Chúng được tìm thấy ở Nam California. Chúng được coi là loài động vật chạy nhanh nhất thế giới với tốc độ 322 lần chiều dài cơ thể trong 1 giây. Tuy chúng không lớn hơn một hạt vừng nhưng lại có tốc độ di chuyển đến chóng mặt.

## Tốc độ
Loài ve này có thể chạy khoảng 322 lần chiều dài cơ thể một giây (0,225 mét trên giây (0,50 mph)). Tốc độ này vượt qua tốc độ kỷ lục trước đó của bọ hổ Úc Cicindela eburneola, loài côn trùng nhanh nhất, với tốc độ 1,86 mét trên giây (4,2 mph) hay 171 lần chiều dài cơ thể trên giây. tương đương một người chạy 2.000 km/h. Báo săn, loài động vật nhanh nhất trên cạn, chỉ đạt tốc độ 64 mph (103 km/h), và 16 lần chiều dài cơ thể., nếu so sánh về khoảng cách thì báo săn đứng đầu.
Nhiếp ảnh tốc độ cao được dùng để ghi nhận tốc độ loài ve này, cả trong điều kiện tự nhiên và trong phòng thí nghiệm. Tốc độ tương đương được để con người chạy nhanh bằng loài ve này là 1.300 mph (2.100 km/h). Các nhà nghiên cứu cũng ngạc nhiên rằng loài này có thể chạy trên bê tông nóng 60 °C (140 °F). cao hơn nhiều so với giới hạn chịu đựng của các loài động vật khác.